# Slaget vid caudinska passen

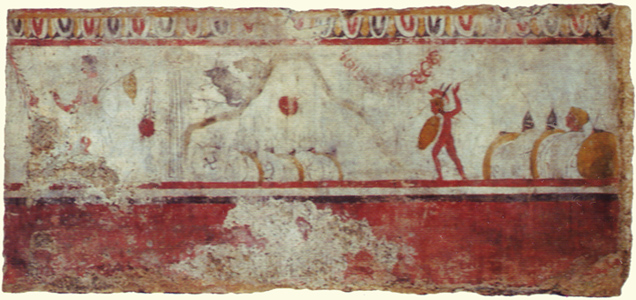
Romersk målning som skildrar slaget vid Caudinska passen

Slaget vid Caudinska passen utkämpades mellan  romerska republiken och samniterna år 321 f.Kr.  Slaget stod vid caudinska passen. Romarna leddes av Titus Veturius Calvinus och Spurius Postumius Albinus medan samniterna leddes av Gaius Pontius. I egentlig mening var inte slaget vid caudinska passen ett slag då det inte förekom strider. Inte heller dödas någon. Slaget vid caudinska passen kan närmast beskrivas som ett bakhåll som fick förödmjukande konsekvenser för romarna. Historikern Titus Livius har skildrat slaget och använder den för att göra en parabel. 

## Redogörelse för slaget
Under andra samniterkriget fick Gaius Pontius underrättelser om att den romerska armén befann sig nära Calatia. Han skickade då tio soldater utklädda till herdar för att ge den vilseledande informationen att samniterna belägrat Lucera i Apulien, varpå den romerska armén begav sig i riktning mot Lucera. Den kortaste vägen mellan Calatia och Lucera gick via caudiska passen, och i den bergiga terrängen fanns bara två vägar. När romarna valde den ena vägen och fann den barrikaderad vände de för att ta den andra vägen som även den var barrikaderad. När de återvände till den första vägen mötte de samniterna. 

## Titus Livius skildring
Enligt den skildring Titus Livius lämnat blev romarna nu uppgivna, medan samniterna inte visste hur de bäst skulle nyttja situationen. Enligt Titus Livius lät Gaius Pontius sända ett brev till sin far, Herennius, där fadern uppmanade sonen att snarast möjligt och utan att skada romarna låta dem gå. Gaius Pontius avslog rådet och fick då rådet av sin far att döda alla romarna. Konfunderad över de motstridiga budskapen bad Gaius Pontius Herennius att komma personligen och förklara. Herennius skulle då ha svarat att genom att lyda det första rådet skulle man vinna fiendernas vänskap, men om de lyckades döda hela den romerska armén skulle Rom bli så försvagat att det inte skulle utgöra ett hot för många generationer framåt. Gaius Pontius undrade om det inte fanns en mellan-väg, varpå fadern skulle ha svarat att en kompromiss skulle vara dårskap, eftersom det skulle göra att romarna ville hämnas men utan att vara försvagade.
Enligt Titus Livius valde Gaius Pontius trots detta en kompromiss. Han insisterade på att romarna skulle kapitulera och gå under ett ok (jugum). Konsulerna gick med på detta och Livius skildrar i detalj romarnas förödmjukelse vilket i berättelsen tjänar till att understryka klokheten i Herennius råd och fullända parabeln.